# Acquappesa
Acquappesa is een gemeente in de Italiaanse provincie Cosenza (regio Calabrië) en telt 2057 inwoners (31-12-2004). De oppervlakte bedraagt 14,4 km², de bevolkingsdichtheid is 148 inwoners per km².
De volgende frazioni maken deel uit van de gemeente: Terme Luigiane.

## Demografie
Acquappesa telt ongeveer 872 huishoudens. Het aantal inwoners daalde in de periode 1991-2001 met 3,0% volgens cijfers uit de tienjaarlijkse volkstellingen van ISTAT.
| Jaar | Inwoneraantal |
| ---- | ------------- |
| 1991 | 2133          |
| 2001 | 2068          |

## Geografie
De gemeente ligt op ongeveer 80 m boven zeeniveau.
Acquappesa grenst aan de volgende gemeenten: Cetraro, Fagnano Castello, Guardia Piemontese, Mongrassano.